# Nigel Barker (nhiếp ảnh gia)
Nigel Barker, sinh ngày 27 tháng 4, 1972 tại London, Anh Quốc), là một nhiếp ảnh gia nổi tiếng mang hai dòng máu Anh - Ấn. Nigel còn nổi tiếng trong loạt chương trình truyền hình đào tạo người mẫu hàng đầu America's Next Top Model, với vai trò là giám khảo chính và nhiếp ảnh gia khách mời.

## Tiểu sử

### Thuở nhỏ
Sinh ra tại London, Nigel Barker lớn lên trong một gia đình có 5 anh em. Nigel từng học trường nội trú Bryanston, nhận tấm bằng tốt nghiệp A-levels môn Sinh học, hoá học và vật lý.

### Nghề nghiệp
Sau khi học xong, Nigel dự định học tiếp ngành dược, nhưng mẹ của anh, cựu hoa hậu Ấn Độ đã dẫn dắt con trai mình vào con đường người mẫu. Nigel tham gia chương trình truyền hình thực tế tìm người mẫu The Clothes Show, và vào tới tập chung kết cuộc thi. Sau đó Nigel Barker được mời làm người mẫu ở London, Milan, Paris và New York.
Sự nghiệp người mẫu đã khởi đầu niềm đam mê nghệ thuật của anh, năm 1996, Nigel trở thành nhiếp ảnh gia. Anh từng mở studio riêng, StudioNB, và đang làm chủ một cửa hàng thời trang ở Meatpacking District, Manhattan. Anh tham gia cộng tác với tạp chí GQ, Interview, Paper, Lucky và People. StudioNB thì phục vụ cho thương hiệu Beefeater Gin, thời trang của Sean John, Pierre Cardin, Nicole Miller, Ted Baker, Lands' End và đồ lót Frederick's of Hollywood.
Hiện tại, Nigel Barker là giám khảo trong chương trình truyền hình thực tế của Tyra Banks, America's Next Top Model; đồng thời, là giám khảo chính thức của Hoa hậu Quý bà Mỹ năm 2007, là nhà sản xuất chương trình The Shot của kênh VH1.

### Đời tư
Nigel Barker kết hôn với Cristen Chin Barker, có một đứa con trai tên Jack. 21 tháng 6, 2008, gia đình này tuyên bố họ sắp sinh đứa con thứ hai, một bé gái.